# Norbert Kraft
Norbert Kraft (nacido en Linz, Austria, 1950) es un guitarrista canadiense, profesor de música, productor y arreglista musical.
Como artista internacional, Kraft ha grabado y producido muchos discos en el Sello Naxos Records, junto con su mujer, Bonnie Plata, que también es una pianista y clavecinista. En 1994 lanzó el sello Guitar Collection (Guitarra de colección) en calidad de productor y director artístico.
Kraft se especializa en solos de guitarra y su repertorio, sobre todo de conciertos, abarca del siglo XVII al siglo XX. Ha publicado numerosos arreglos y transcripciones del Barroco y más tarde en piezas solistas y música de cámara, con obras para guitarra y clavecín. También ha compilado y editado una serie de ejercicios técnicos calificados, y un repertorio para guitarra. Estos fueron publicados en 1978, por Classical Guitar Editions (Ediciones Clásicas de Guitarra) y fueron adoptados como parte del currículo oficial por el Royal Conservatory of Music (Toronto).
Ha formado parte del plantel docente de la Manhattan School of Music, la Universidad de Toronto y el Conservatorio Real de Música.
- 1975 - Gran Premio en el Concurso de la CBC Radio Canadá
- 1985 - Concurso Internacional de Guitarra Andrés Segovia
- 1989 - Revista Gramophone "Critic's Choice 1989"
- "CD Favorito del Año" de la revista Classic CD